# Ralph Gräsbeck
Armas Ralph Gustaf Gräsbeck (né le 6 juillet 1930 et décédé le 23 janvier 2016 ; connu sous le simple prénom de Ralph) est un médecin et biochimiste finlandais. Il est principalement connu pour avoir participé à la découverte du syndrome de Imerslund-Grasbeck,,.

## Carrière
Il obtient son doctorat à l'Université d'Helsinki en 1953, puis séjourne aux États-Unis et en Suède pour y étudier la biochimie. Il est nommé docent (~ maître de conférence) en 1959, puis Professeur en 1982. 
Il est également médecin-chef de l'hôpital de Maria à Helsinki de 1960 à 1990. Il est également l'un des fondateurs de l'Institut Minerva pour la Recherche Médicale qu'il dirige de 1971 à 1993, et où il exerce toujours les responsabilités de chef du département de biochimie.
Il est, à de nombreuses reprises, récompensé en tant que membre honorifique de plusieurs organisations incluant : Société des Sciences et Lettres de Finlande, Académie des Sciences de Pologne, et des Johns Hopkins Society of Scholars.

## Travaux
Il fit plusieurs autres observations sur le métabolisme physiologique et pathologique de la vitamine B12, notamment chez des patients portant le ver diphyllobothrium latum ; il isola le facteur intrinsèque du suc gastrique de l'Homme, et y décrivit une protéine liant la vitamine B12 nommée protéine R (actuellement nommée haptocorrine) et démontra la circulation entérohépatique de cette vitamine. Il décrivit dans plusieurs tissus un récepteur ou transporteur de hème (pigment rouge de l'hémoglobine). Il s'intéresse également à la littérature ancienne de médecine.